# Kunsthalle Mannheim
La Kunsthalle di Mannheim è un museo tedesco dedicato all’arte moderna e contemporanea, famoso per le opere che vi sono raccolte.
Inaugurato nel 1907 basandosi sulla raccolta granducale, il museo è andato ampliandosi grazie a varie donazioni e acquisti.

Parte delle opere della collezione, considerate esempi di Arte degenerata, furono vendute all’asta e disperse durante il regime nazista.

## La raccolta
Più di duemila quadri, trecento sculture e trentamila disegni, acquerelli ed incisioni di artisti del XIX e del XX secolo documentano soprattutto i periodi del Romanticismo, Realismo, Neoclassicismo, Impressionismo, Espressionismo e della Nuova oggettività.
La collezione comprende opere di pittura di Caspar David Friedrich, Johan Christian Clausen Dahl, Édouard Manet, Alfred Sisley, Théodore Géricault, Eugène Delacroix, Camille Pissarro, Paul Cézanne, Hans von Marées, Carl Schuch, Oskar Kokoschka, Christian Rohlfs, Erich Heckel, Karl Schmidt-Rottluff, Edvard Munch, August Macke, Robert Delaunay, Umberto Boccioni, Max Beckmann, Giorgio de Chirico, George Grosz, Otto Dix, Francis Bacon, Karl Otto Götz e Franz Xaver Fuhr.
Le principali opere di scultura sono di Rudolf Belling, Eberhard Bosslet , Constantin Brâncuși, Honoré Daumier, Auguste Rodin, Medardo Rosso, Ernst Barlach, Edgar Degas, Wilhelm Lehmbruck, Alexander Archipenko, Hans Arp, Barbara Hepworth. Henri Matisse, Marino Marini, Henry Moore, Alberto Giacometti, Otto Herbert Hajek, Richard Serra, Ossip Zadkine, Eduardo Chillida, Hans Uhlmann , Thomas Lenk, George Segal, Wolf Vostell, Gustav Seitz, Ulrich Rückriem, Erich Hauser e Martin Mayer.

## Galleria d'immagini

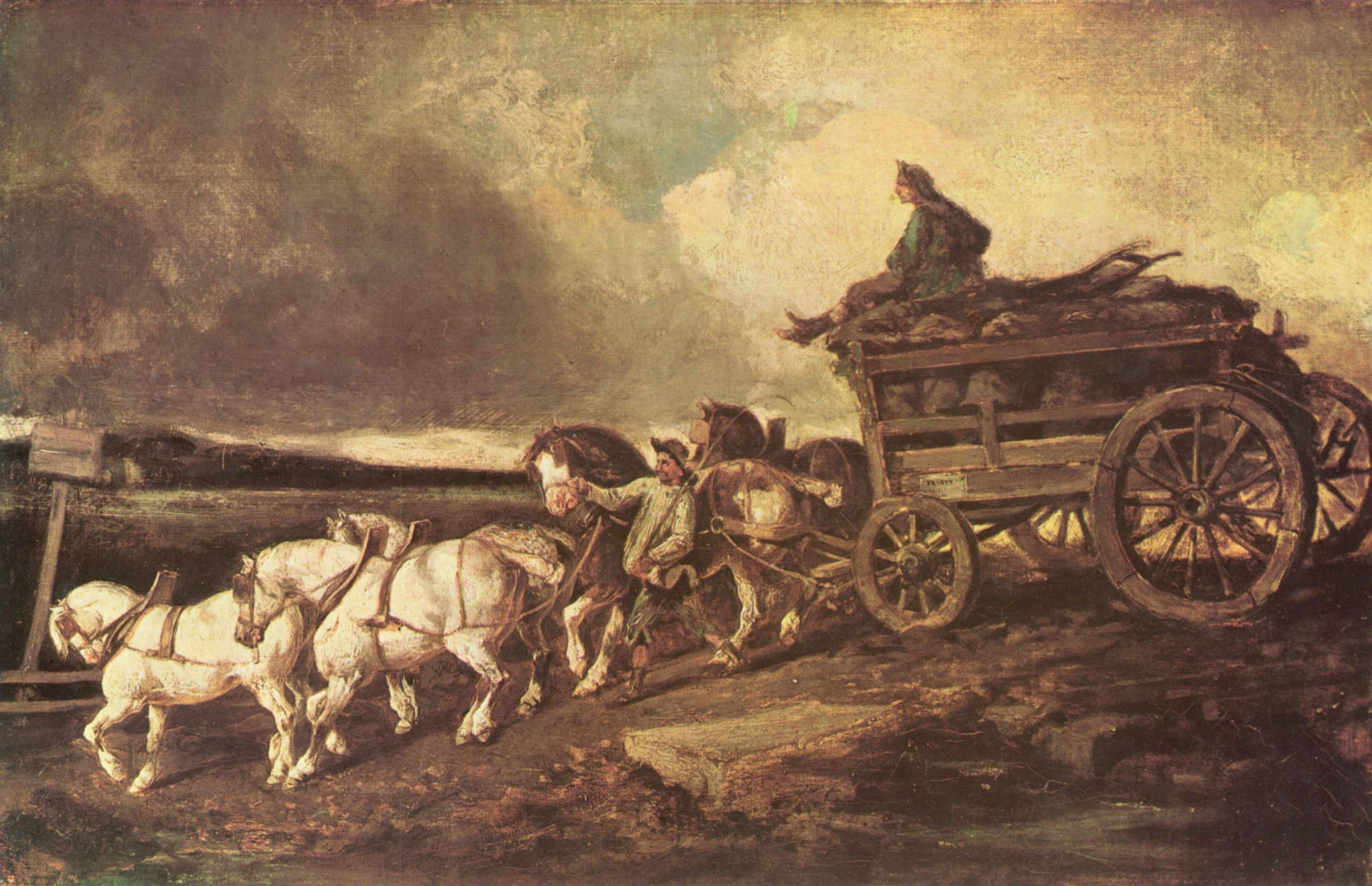
Théodore Géricault Il carro del carbone 1821-22
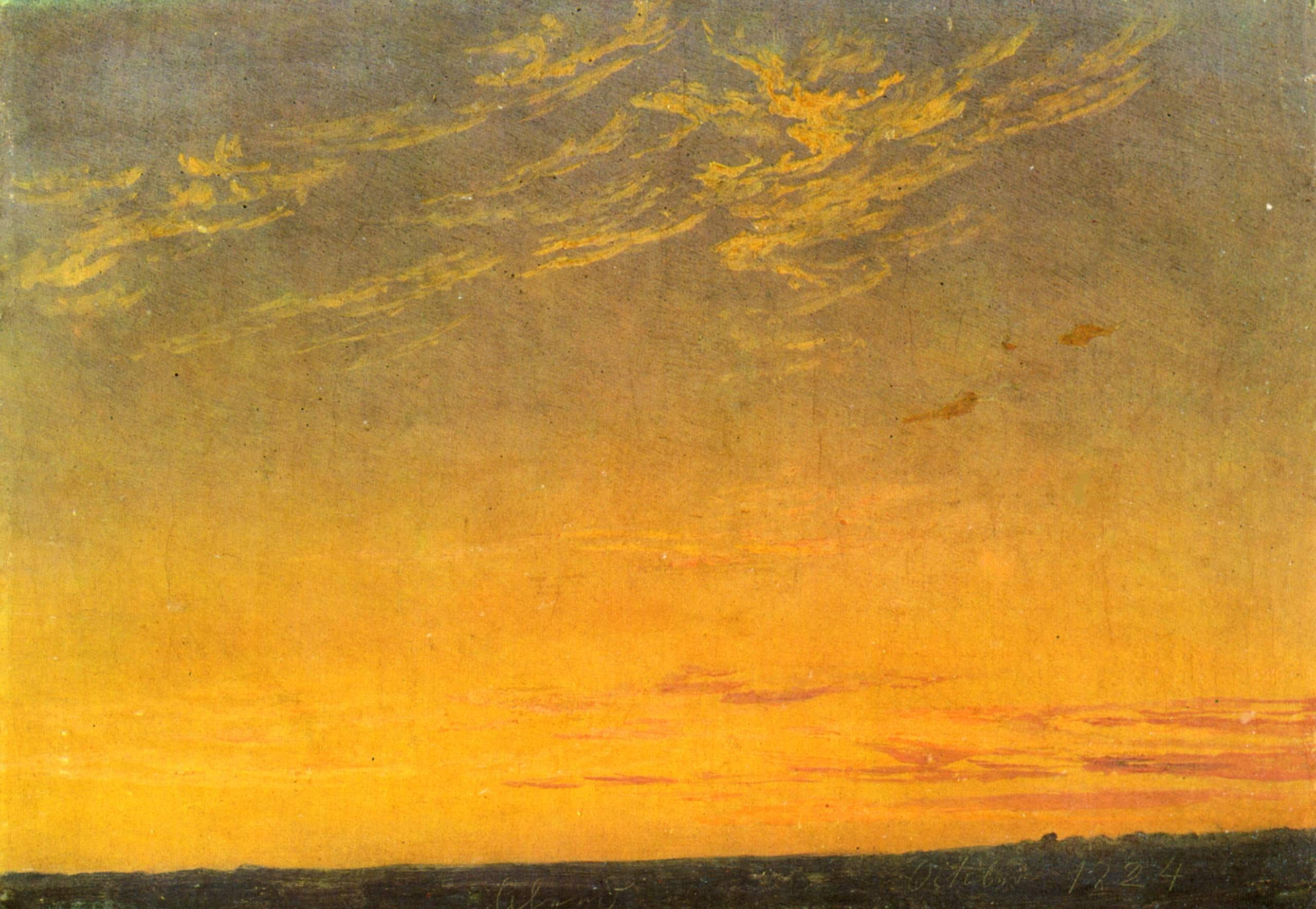
Caspar David Friedrich Sera (Nuvole) 1824
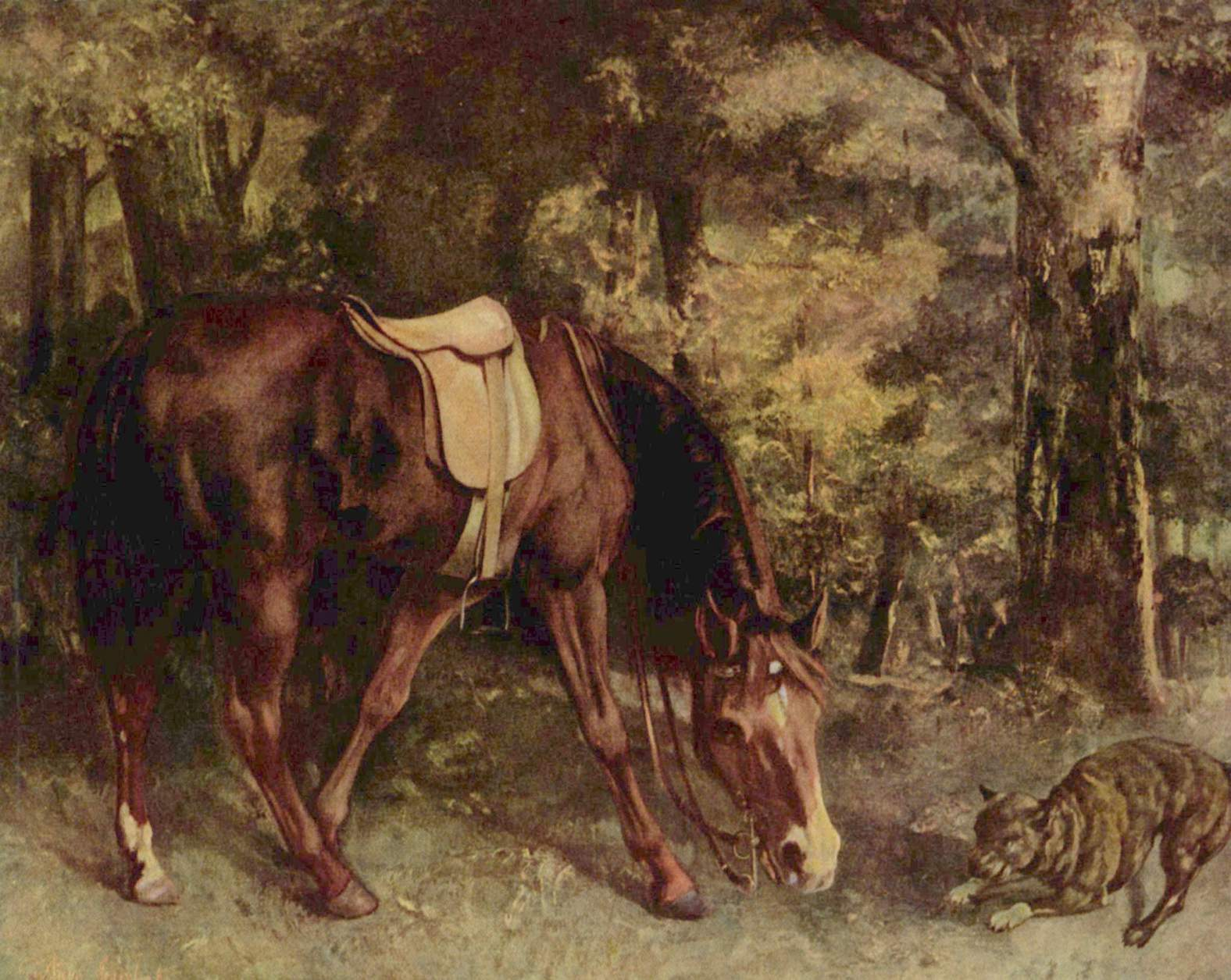
Gustave Courbet Cavallo nel bosco 1863
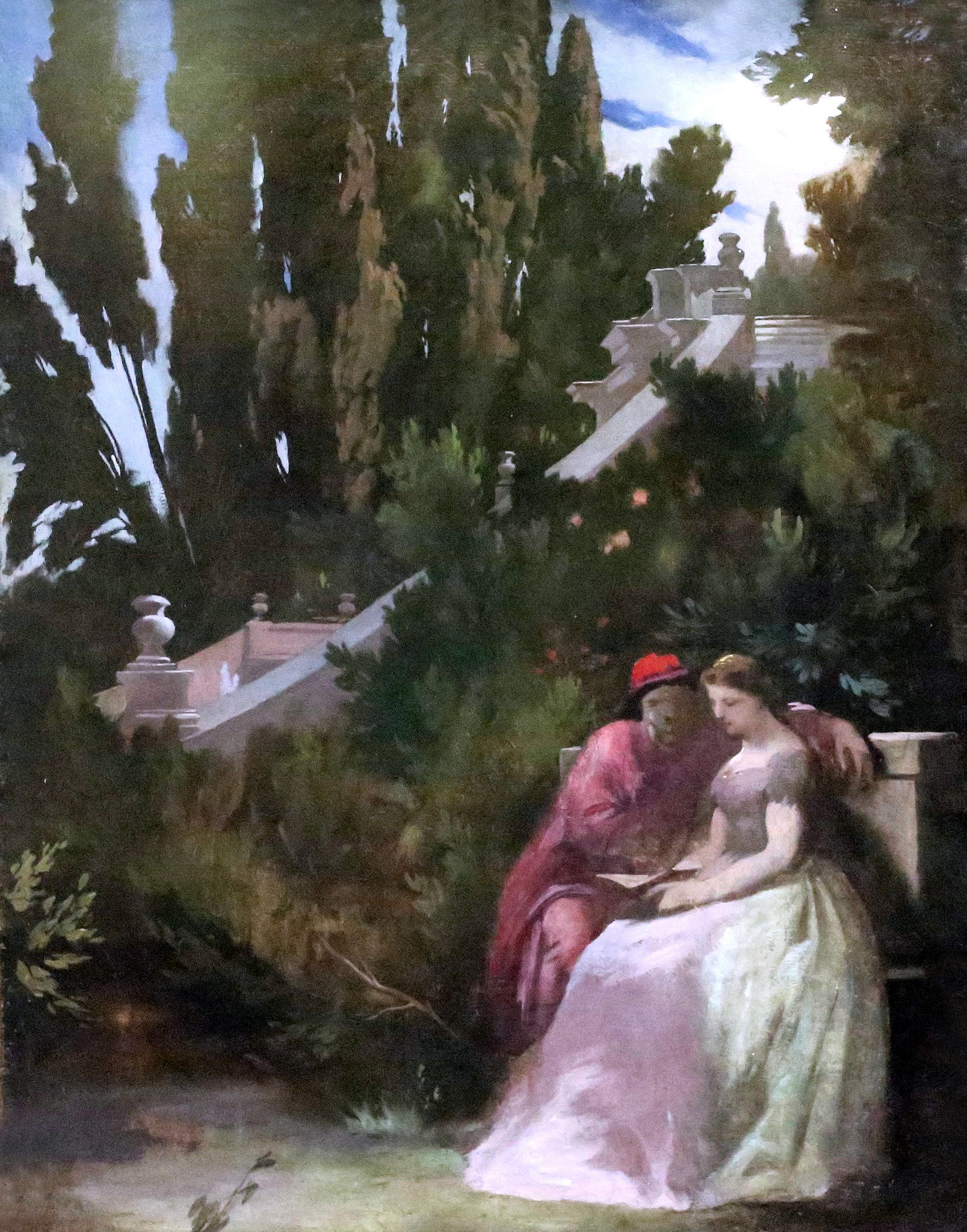
Anselm Feuerbach Paolo e Francesca 1862
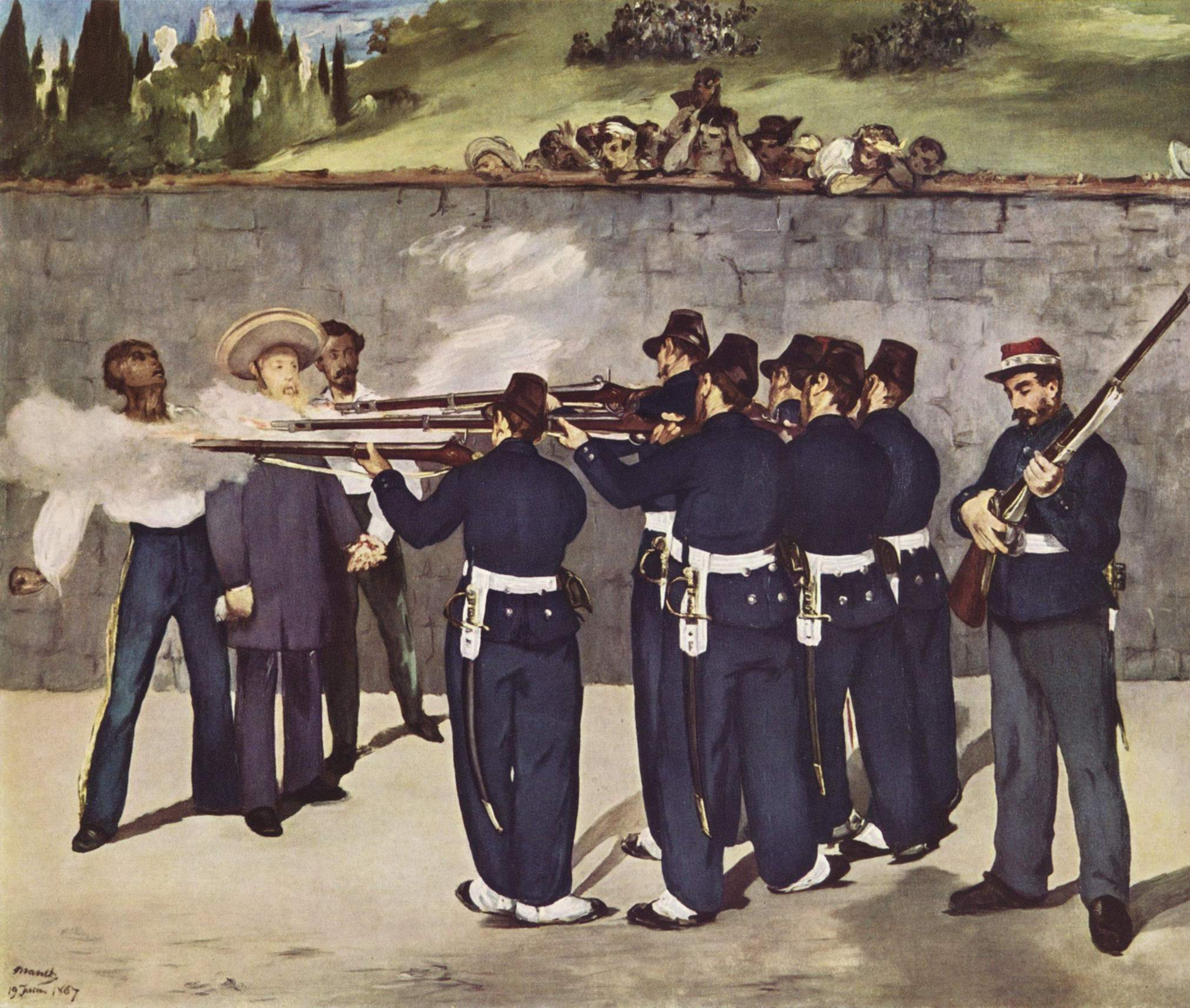
Édouard Manet Fucilazione di Massimiliano del Messico 1868
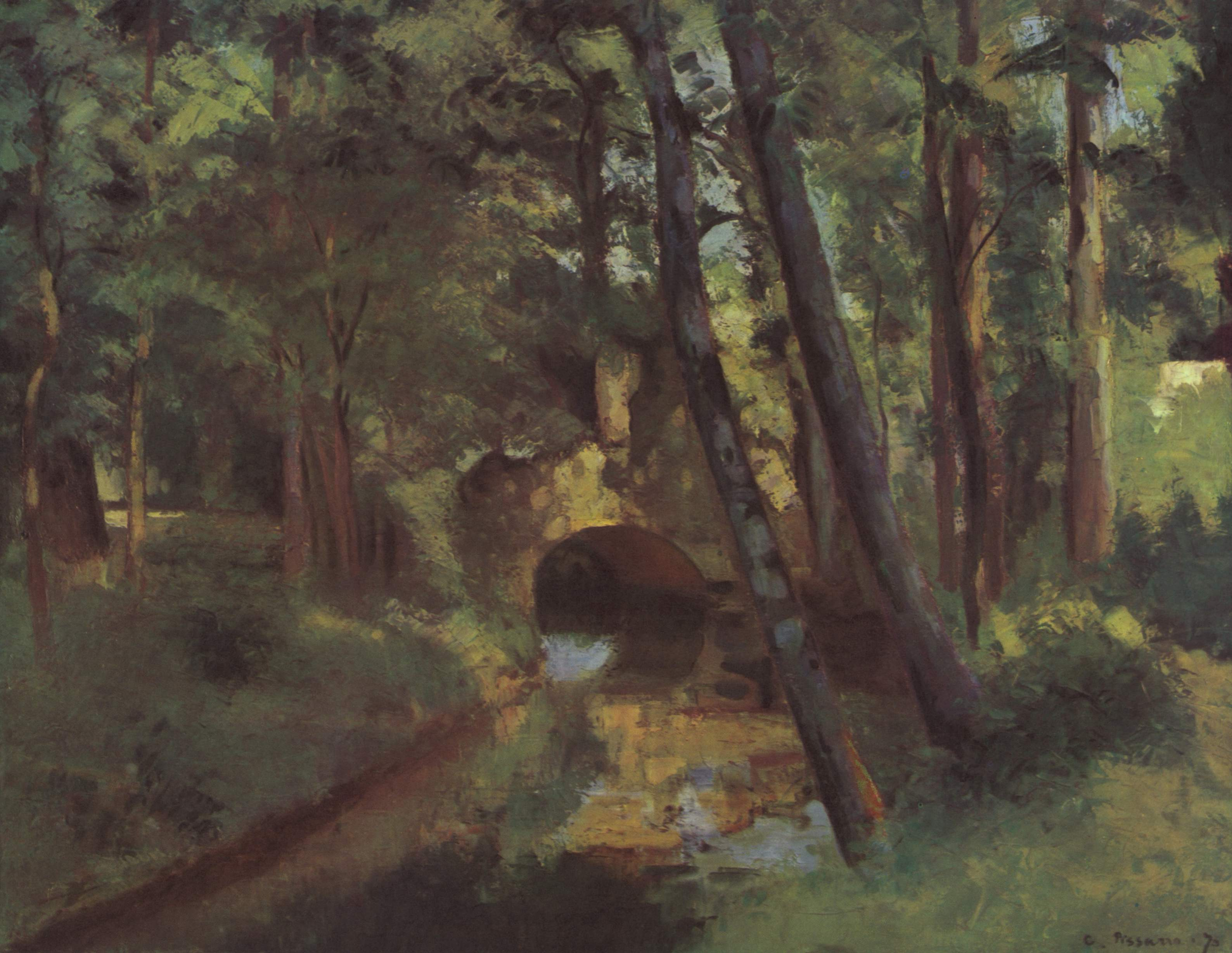
Camille Pissarro Il ponte 1875
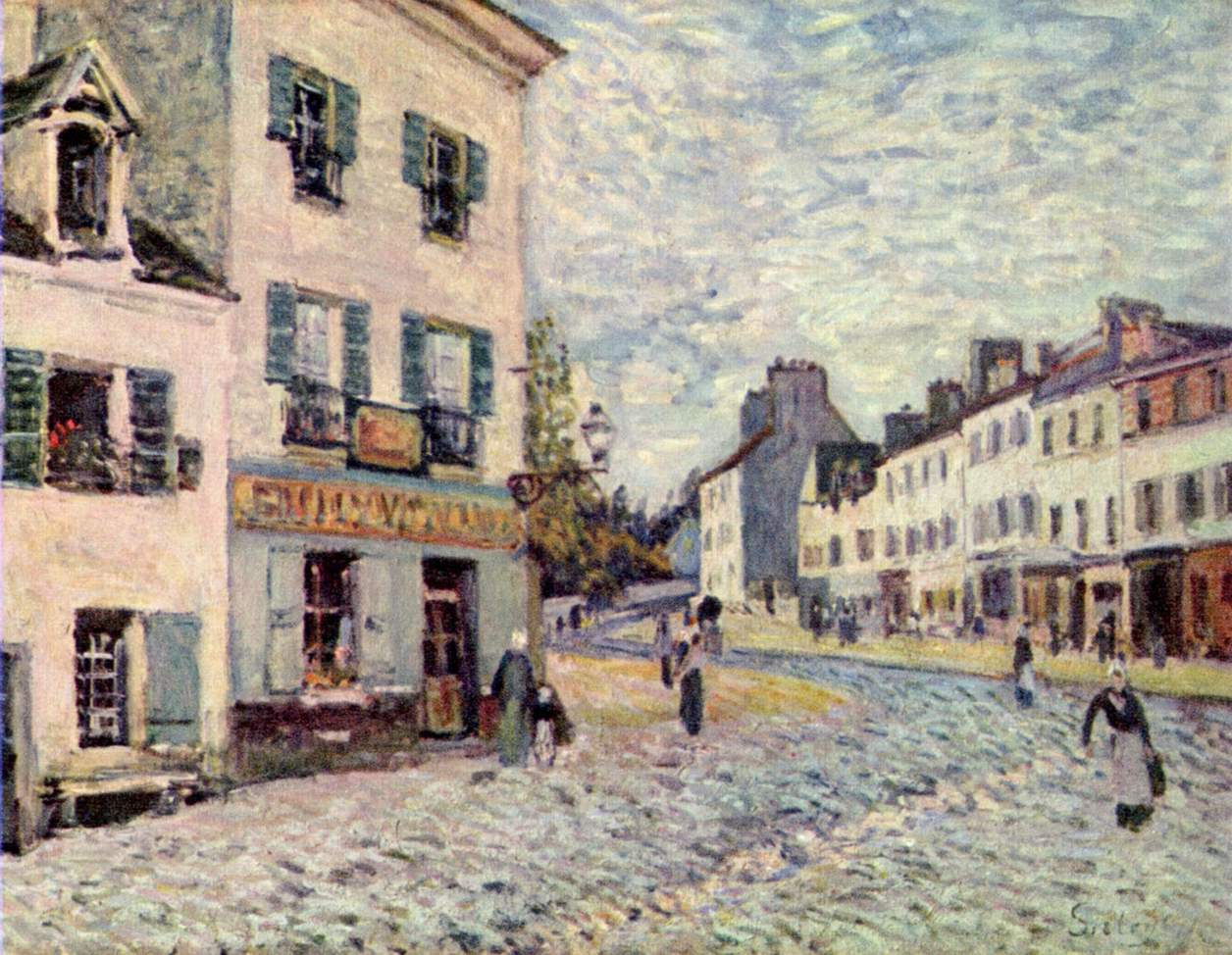
Alfred Sisley La piazza del mercato a Marly 1876
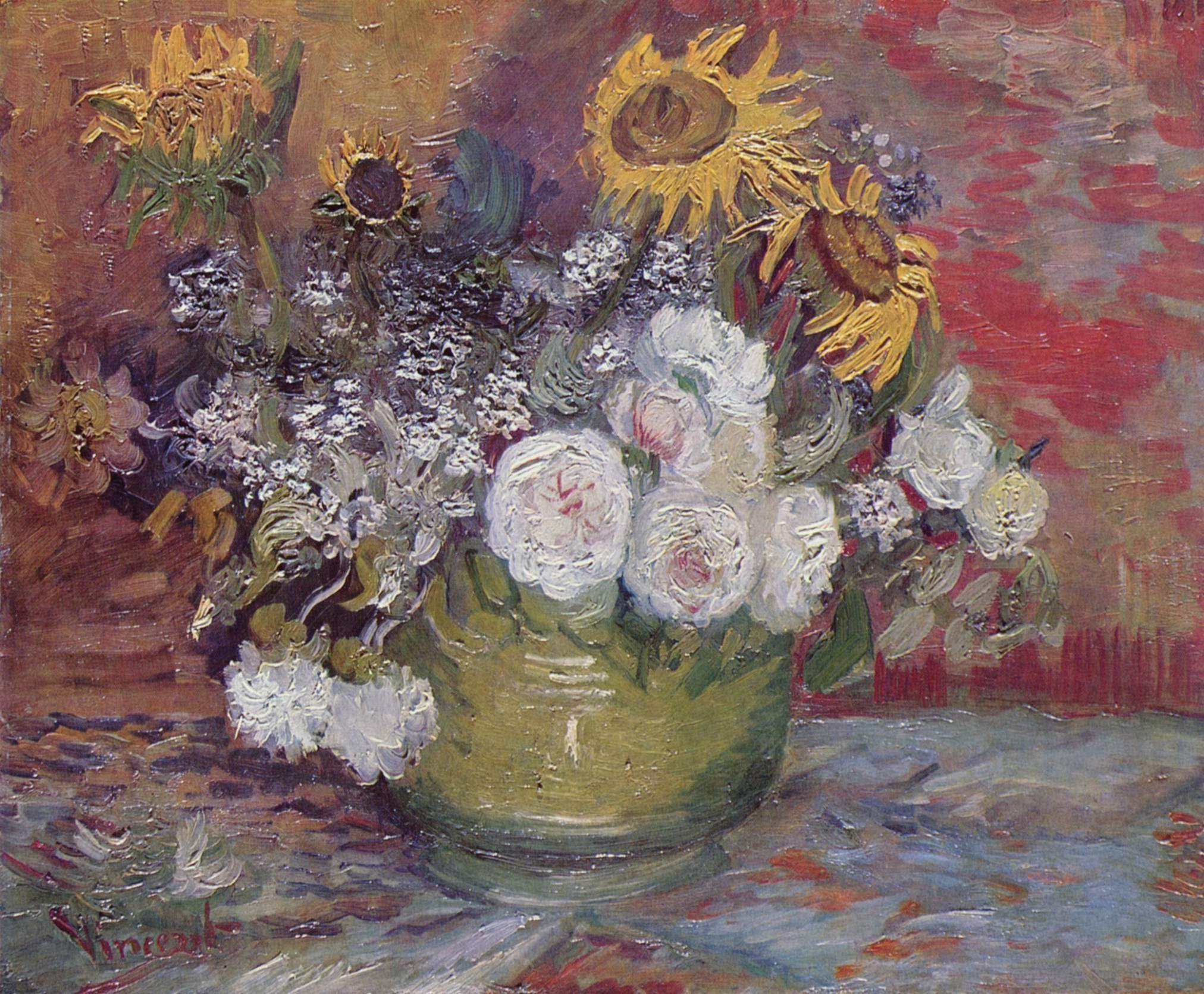
Vincent van Gogh Natura morta con rose e girasoli 1886
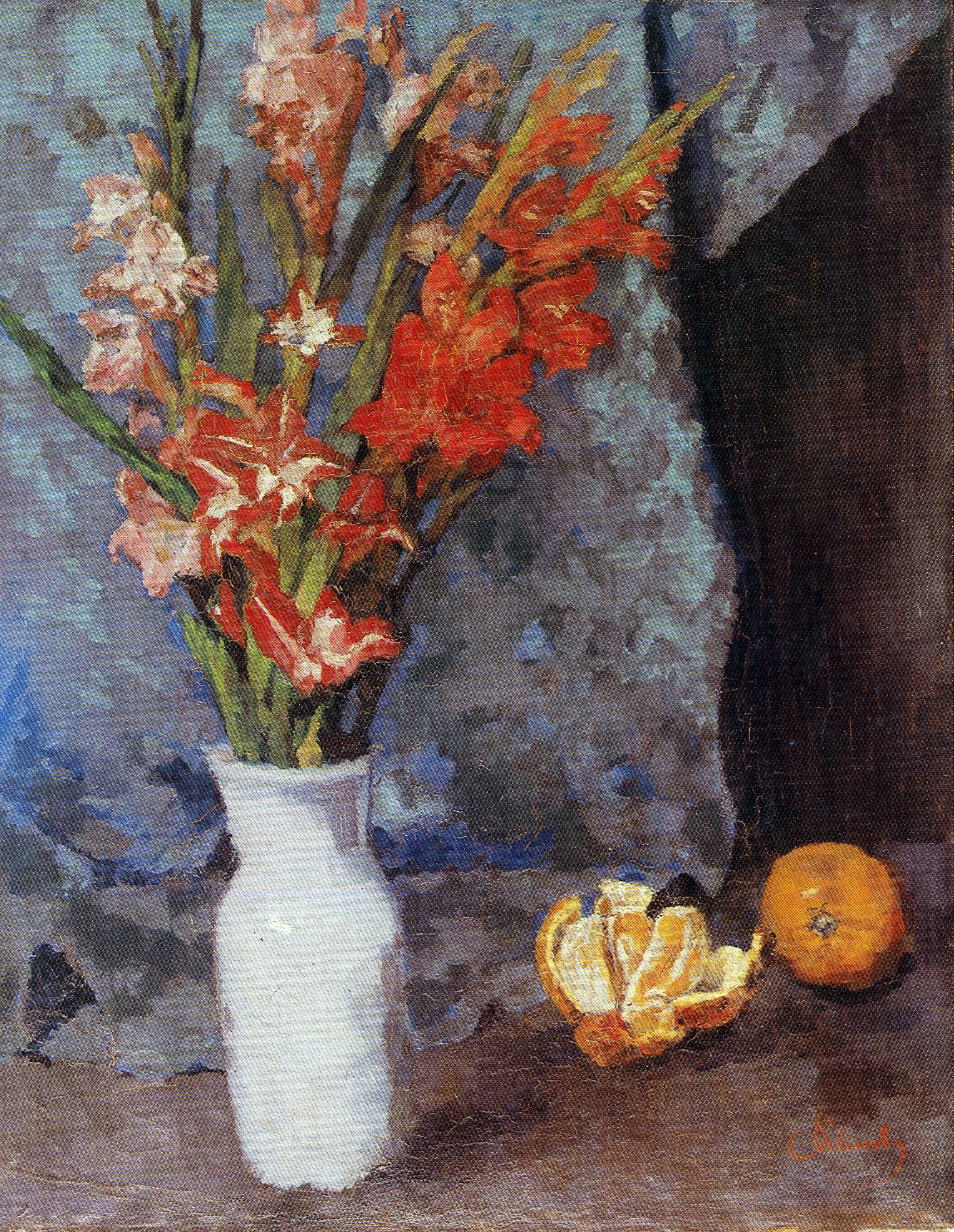
Carl Schuch Gladioli ed arance 1890 ca
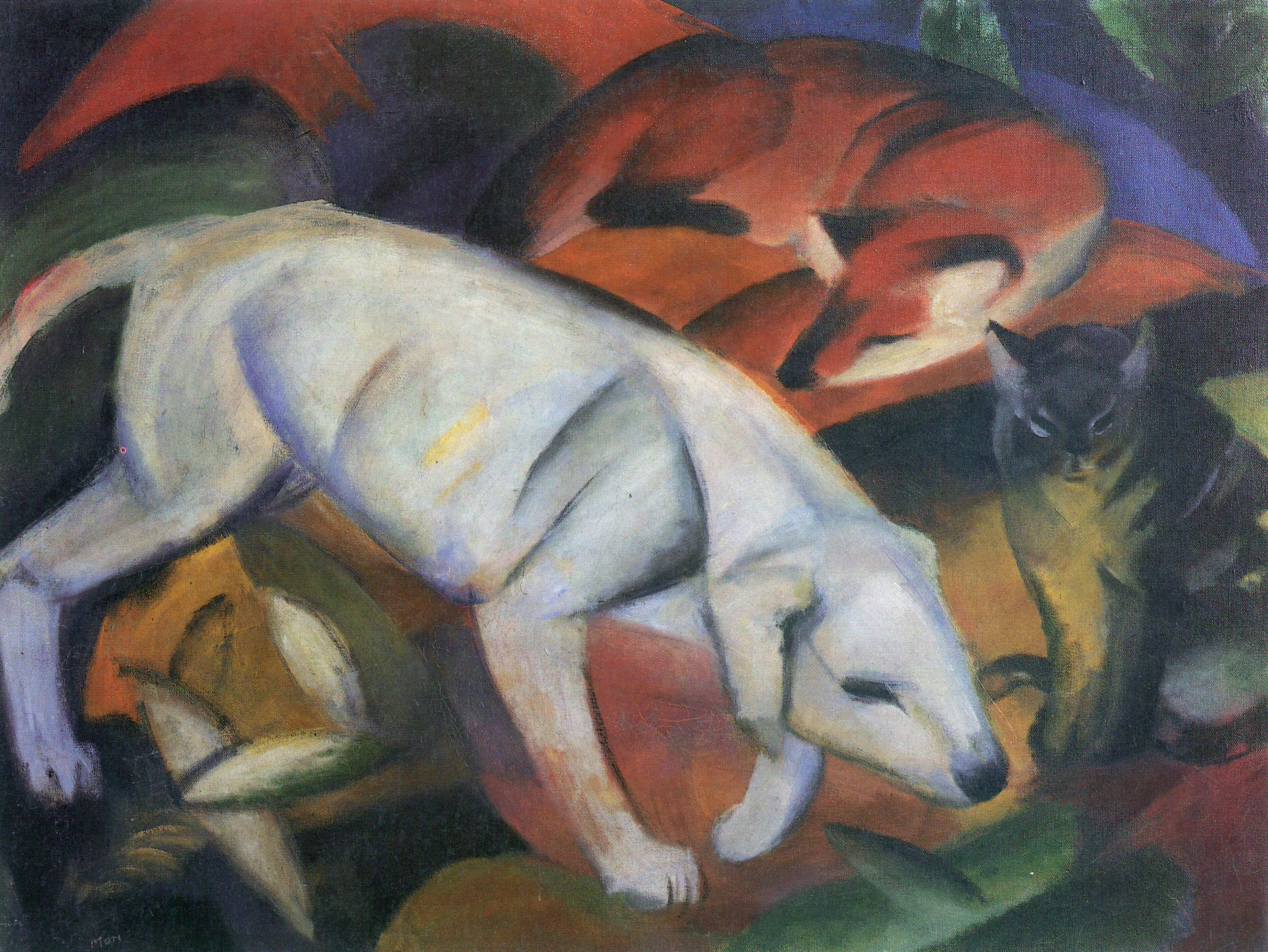
Franz Marc Tre animali 1912
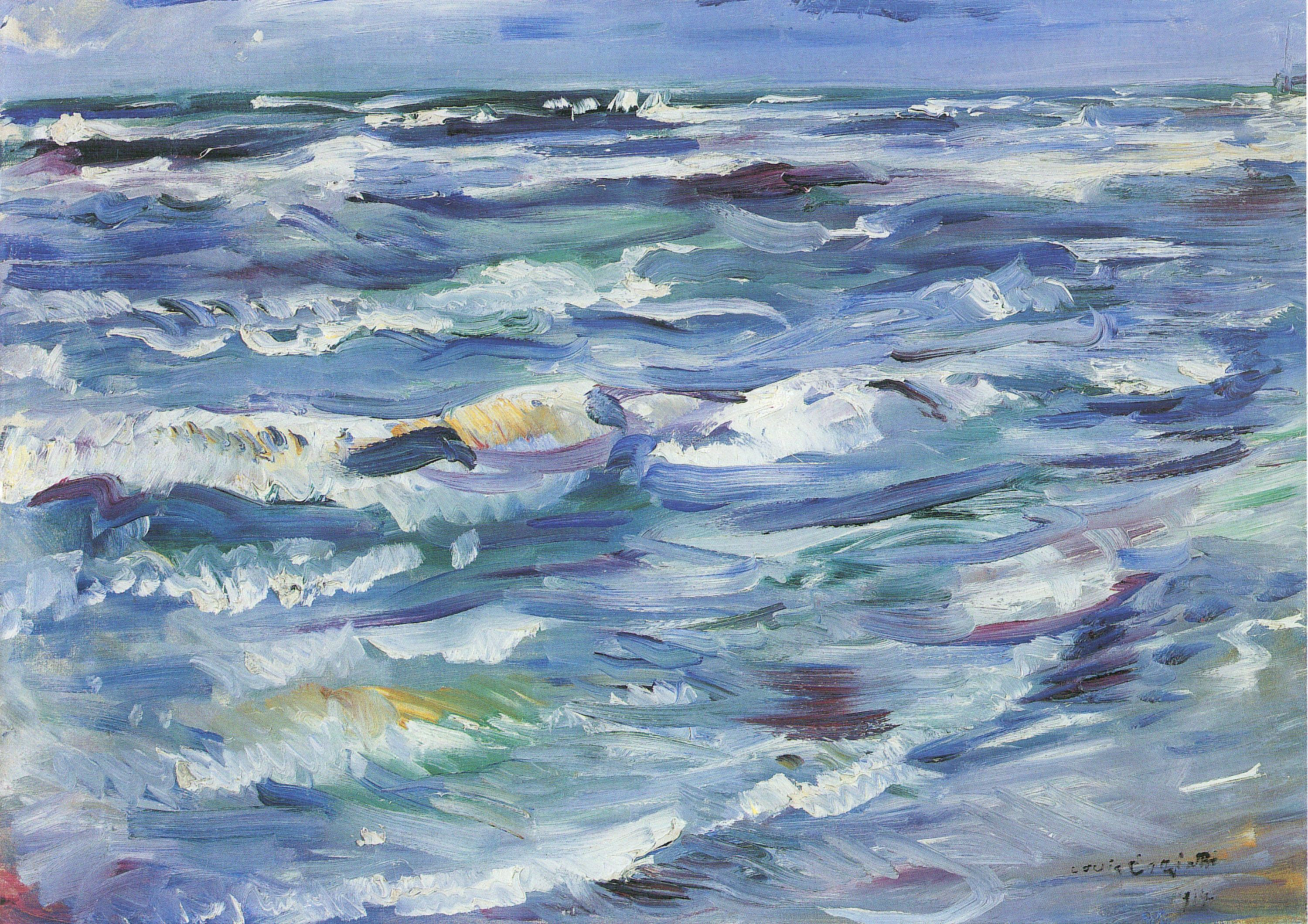
Lovis Corinth Mare della Spezia 1914